# Église Sainte-Eugénie de Solférino
L'église Sainte-Eugénie est un lieu de culte catholique situé sur la commune de Solférino, dans le département français des Landes.

## Présentation
L'église est dédiée à Eugénie de Rome, sainte patronne de l'impératrice de France, Eugénie de Montijo. Elle est construite a novo entre 1859 et 1860, grâce au soutien financier de Napoléon III, afin de desservir son domaine impérial de Solférino, fondé en 1857.

### Historique
La date de construction de 1860 est attestée par le médaillon figurant sur la partie supérieure du porche de l'entrée, à l'intérieur. L'église est ensuite érigée en succursale, en 1862.
Elle reste propriété du domaine impérial jusqu'en 1905, date à laquelle elle est vendue par l'Impératrice à Monsieur Lebert.
Il fait attendre son rachat par Mme Schneider, en août 1920, pour qu'elle soit remise en état quelques années plus tard. Elle reste propriété privée jusqu'en 1993, date à laquelle les propriétaires acceptent de la céder pour le franc symbolique à la commune.
D'importants travaux sont entrepris, subventionnés par l'Union Européenne, le Ministère de la Culture, le Conseil départemental des Landes et le Comité Paroissial de Solférino, le solde étant entièrement autofinancé par la commune. Elle est inaugurée par l'évêque de Dax, Robert Sarrabère, le 12 mars 1995.

### Architecture
L'édifice, de style néo-roman, présente une nef unique. Le pignon occidental est couronné d'un petit clocher carré couvert d'une flèche octogonale en ardoise. Une sacristie est adossée au pignon oriental. L'intérieur est une salle de forme rectangulaire à charpente apparente, éclairée par huit lancettes en plein cintre et par une rosace polylobée sur le pignon oriental. Une tribune domine le mur antérieur.
Au dessus de l'autel, le vitrail porte la devise donnée au domaine impérial par l'abbé Cazeaux, premier curé de Solférino au cours de la solennité du 7 octobre 1863 en présence de l'Empereur: « Aratro et Altari » ce que signifie « Par la Charrue et par l'Autel ». Y sont représentés les différentes cultures et plants de l'époque, à savoir : épi de blé, fleur de tournesol, gland de chêne, épi de maïs, grappe de raisin et de pomme de pin, encensant el goût de l'effort et marquant l'espoir dans le progrès agricole. De part et d'autre de l'autel, deux vitraux latéraux représentent les initiales de l'empereur et de l'impératrice.